# Talgo

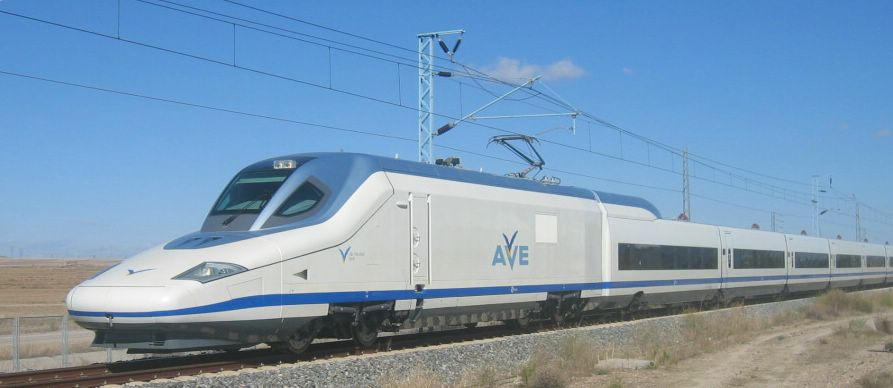
Tren d'alta velocitat Talgo 350

Talgo és un conjunt de trens creats per l'empresa espanyola Patentes Talgo.

## Funcionament

El principi "Talgo".

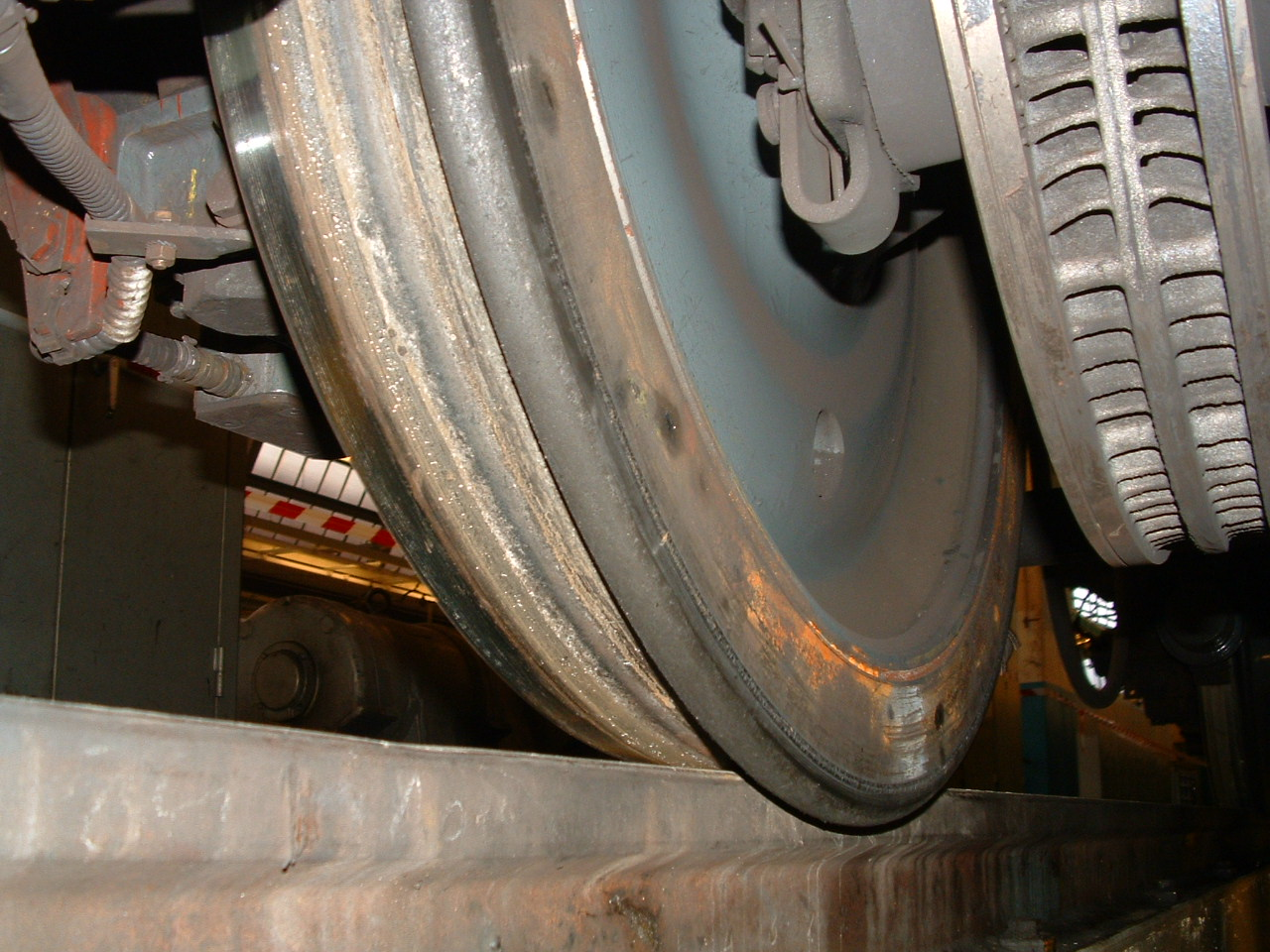
Detall on s'aprecia la pestanya interior d'una roda de tren

El funcionament d'aquest tren, es basa en el fet que, al revés del que passa en els trens convencionals, en què les pestanyes de les rodes guien aquestes sobre el carril, aquí són els vagons que guien les rodes sobre el carril. A més a més cada vagó és suportat pel vagó del davant i pel seu eix, i en les composicions d'ample variable, les rodes són independents, i no solidàries, unides per un eix com en els trens convencionals.
És pel fet que cada vagó només porta un eix, que és menester que en cada composició talgo existeixi un furgó, que és el que proveeix aire comprimit per a la suspensió, aigua per als serveis i electricitat per a l'enllumenat, aire condicionat i escalfadors de tots els vagons, sent per tant la composició autònoma de la màquina que l'arrossega.

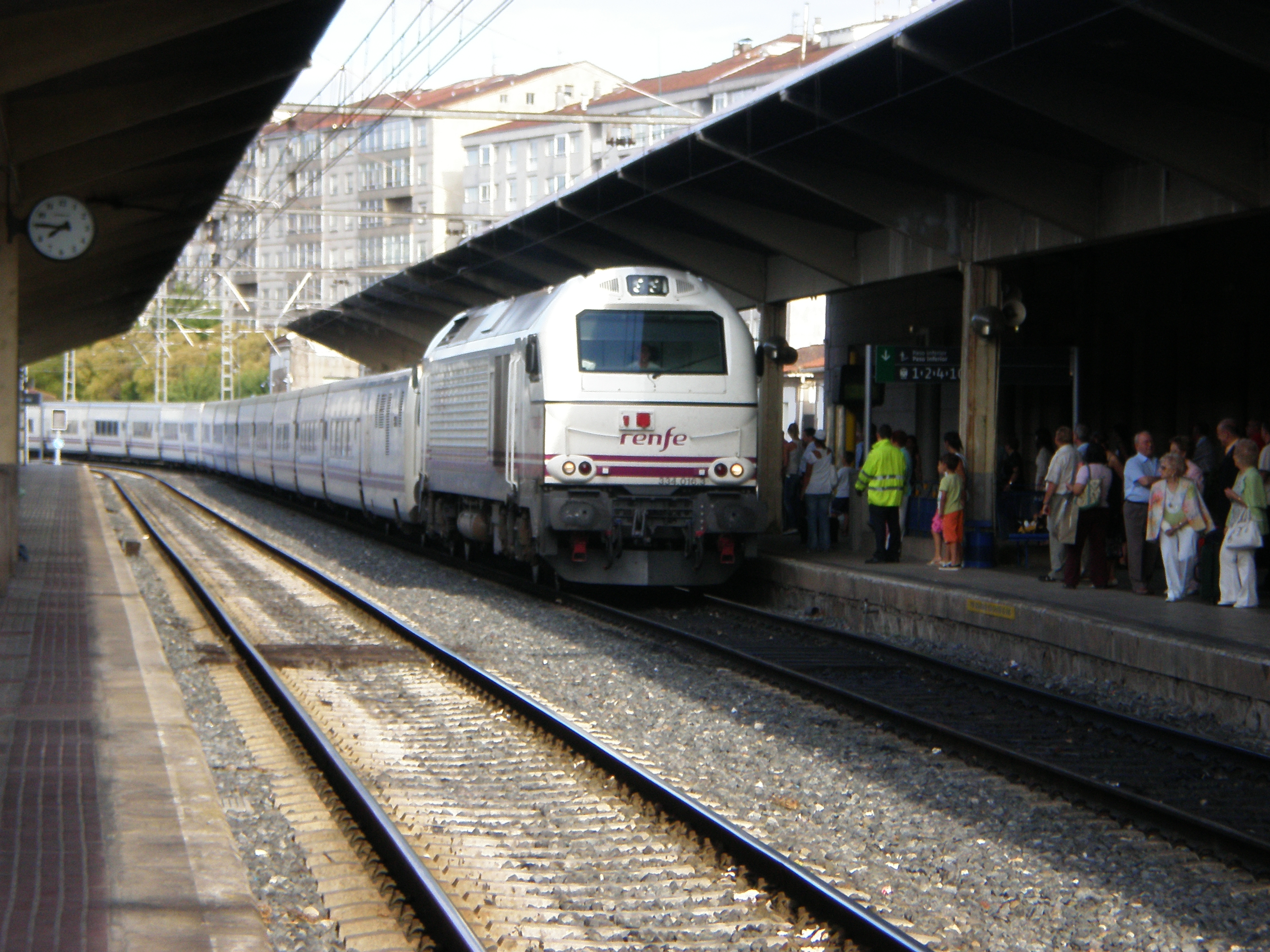
Talgo entrant a Ourense.

D'altra banda es fet amb amb vagons curts, fets amb alumini, molt lleugers. Tenen un pes de no més de nou tones de mitjana, per 35 tones de mitjana d'un vagó convencional. En no portar bastidor, a banda d'afavorir la qüestió del pes, afavoreix que els vagons siguin més baixos, baixant el centre de gravetat (dificulta que bolquin), dona més penetració aerodinàmica, que facilita la velocitat, i redueix el consum.
La possibilitat de canviar d'amplada de via, en les instal·lacions especials Talgo, fa que un tren que circula per un ample RENFE (1.668 m/m), passi a circular per un ample internacional (1.435 m/m) en un temps de no més de vuit minuts per un tren de dos-cents metres de llargada, així pot continuar el trajecta a tot Europa via França, o circular per les vies AVE, sense que el passatger se n'adoni.
També el fet que la suspensió sigui pneumàtica (a partir de TALGO III), i del peculiar sistema de suspensió, els vagons circulen penjats de la suspensió, afavoreix el sistema pendular, que fa que el terra del vagó (tot ell), s'inclini per contrarestar la força centrifuga, a partir de certa velocitat del tren.
Una altra peculiaritat que tenen els trens Talgo és que el sistema de frenat no es fa amb sabates com els trens convencionals, sinó amb discos, com els cotxes actuals, i amb sistema ABS, per reduir els desgastos de rodes i carrils. Aquest servei sí que depèn de la màquina que l'arrossega.

## Talgo a Catalunya
- Talgo disposa d'una base de manteniment a Barcelona, a prop de l'estació de Sant Andreu Comtal, on es realitza el manteniment dels trens que circulen pel territori.

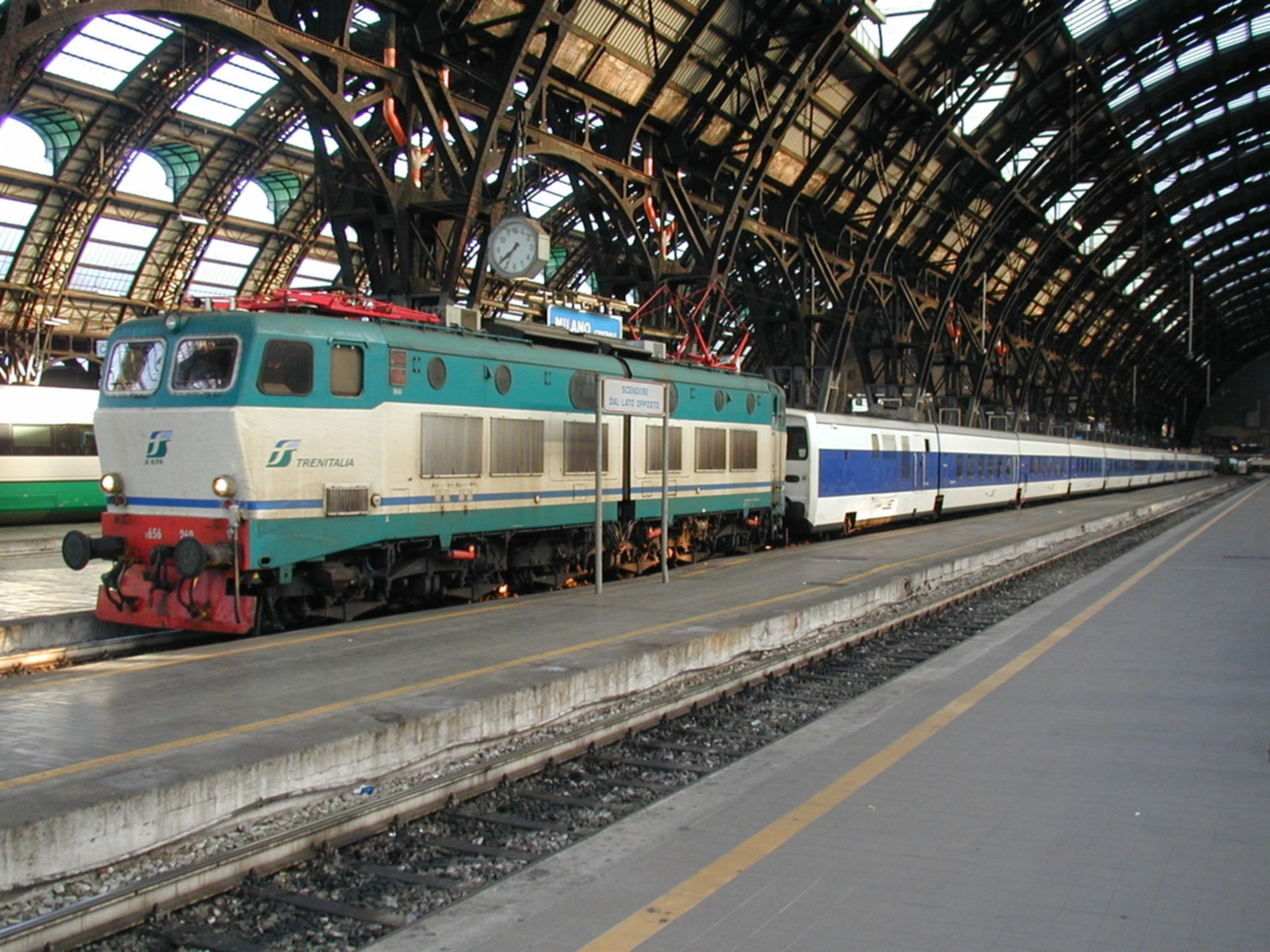
Tren Talgo a Milano Centrale.

- A banda de les circulacions d'alta velocitat Madrid - Barcelona, existeixen trens Talgo, que tenen origen a Barcelona.[2]

- Barcelona – Sevilla
- Barcelona – Màlaga

## Material rodant

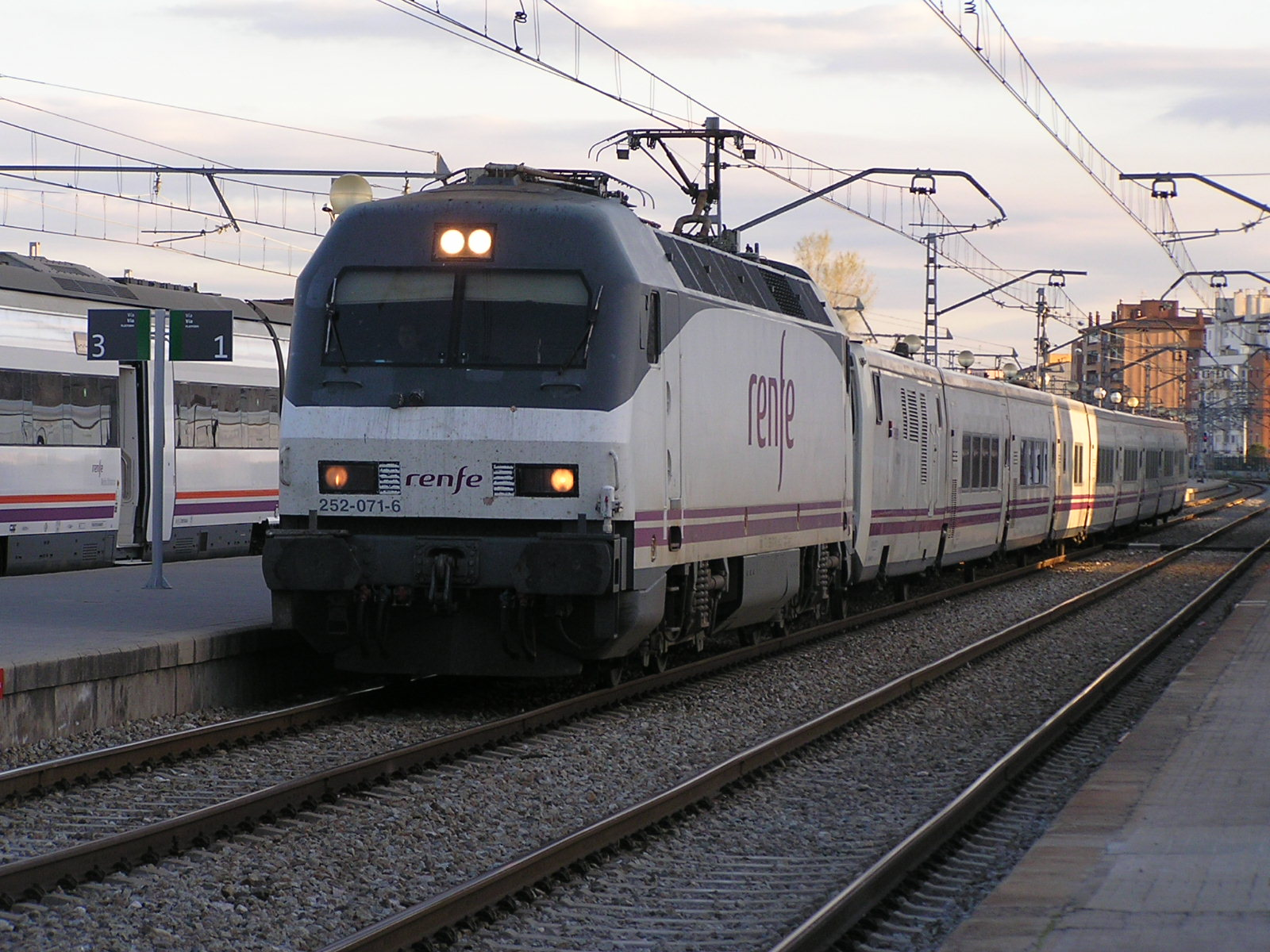
La locomotora 252.071 amb el Talgo "Mare Nostrum" a l'estació de Figueres.

| Tipus          | Vel km/h | Tracc. | Tipus         | Ample         |
| -------------- | -------- | ------ | ------------- | ------------- |
| Talgo 21 DMU   | 220      | 2u.    | Dièsel        | RD            |
| Talgo 22 EMU   | 140-200  | 2u.    | Elècrica      | RENFE         |
| Talgo 250 EMU  | 220-250  | 2u.    | Elèc bitensió | RD            |
| Talgo 350 EMU  | 350      | 2u.    | Elèctrica     | Internacional |
| Vagó serie 7   | 350      |        |               | S/.comanda    |
| Màquina Trauca | 260      |        | Elèc bitensió | RD            |
| Talgo AVRIL    |          |        |               |               |